# Phlebotomus notteghemae
Phlebotomus notteghemae är en tvåvingeart som beskrevs av Leger och Pesson 1993. Phlebotomus notteghemae ingår i släktet Phlebotomus och familjen fjärilsmyggor.
Artens utbredningsområde är Nya Kaledonien. Inga underarter finns listade i Catalogue of Life.